# Andreas Voßkuhle

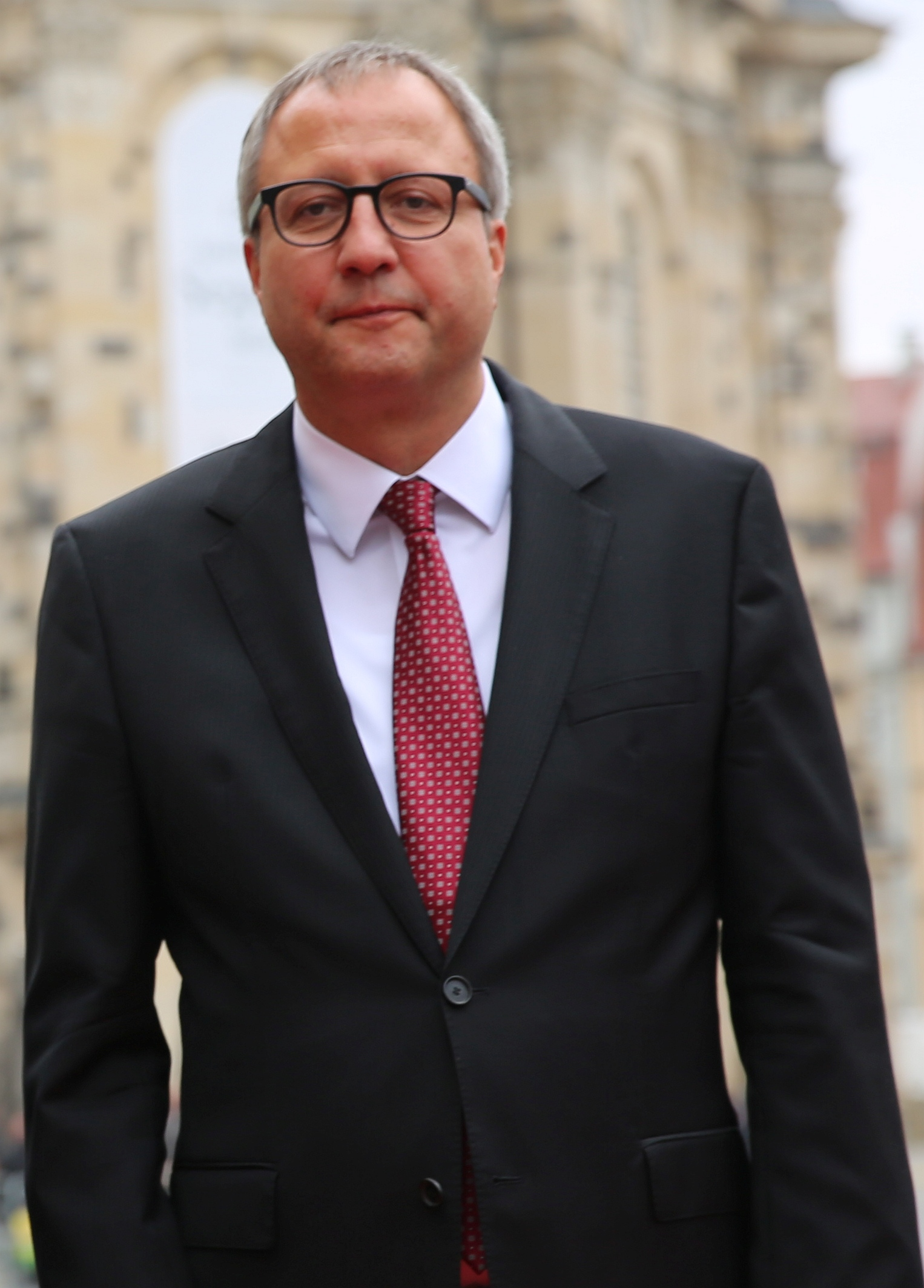
Andreas Voßkuhle beim Tag der Deutschen Einheit 2016 in Dresden

Andreas Voßkuhle (* 21. Dezember 1963 in Detmold) ist ein deutscher Jurist und Hochschullehrer. Seit 1999 ist er Professor und Direktor des Instituts für Staatswissenschaft und Rechtsphilosophie an der Albert-Ludwigs-Universität Freiburg, deren Rektor er 2008 kurzzeitig war. Von 2008 bis 2020 war er Richter des Bundesverfassungsgerichts, zunächst als Vizepräsident, ab 2010 als Präsident des Gerichts und Vorsitzender des Zweiten Senats. Seit 2020 ist Voßkuhle Vorsitzender des Vereins Gegen Vergessen – Für Demokratie und seit 2022 Senatspräsident der Deutschen Nationalstiftung.

## Werdegang
Andreas Voßkuhle wurde als Sohn des Verwaltungsjuristen und stellvertretenden Regierungspräsidenten des Regierungsbezirks Detmold Bruno Voßkuhle (1919–2010) und dessen Frau Elli, geb. Feldtmann (1927–2018), in Detmold geboren. Er legte das Abitur am dortigen Gymnasium Leopoldinum I ab und begann 1983 ein Jurastudium an der Universität Bayreuth, das er seit 1986 an der Universität München fortsetzte und dort 1989 mit dem 1. Juristischen Staatsexamen abschloss. Im April 1989 wurde er zum Rechtsreferendar am Amtsgericht Kaufbeuren ernannt und im Februar 1992 in München bei Peter Lerche mit einer Arbeit über Rechtsschutz gegen den Richter promoviert. Im Anschluss daran war er bis 1994 wissenschaftlicher Assistent am Lehrstuhl für Öffentliches Recht, Wirtschaftsverwaltungsrecht und Umweltrecht von Reiner Schmidt an der Universität Augsburg. Im Jahre 1993 folgte das 2. Staatsexamen. Voßkuhle wurde 1995 Referent im Bayerischen Staatsministerium des Innern; ihm wurde im gleichen Jahr der Bayerische Habilitationsförderpreis verliehen. An der Universität Augsburg habilitierte sich Voßkuhle im Jahr 1998 mit der Schrift Das Kompensationsprinzip; er erhielt die venia legendi für die Fächer Öffentliches Recht, Verwaltungswissenschaften und Rechtstheorie.
Seit 1999 ist Voßkuhle ordentlicher Professor an der Universität Freiburg und Direktor des Instituts für Staatswissenschaft und Rechtsphilosophie (Abt. I). Vom Wintersemester 2001/2002 bis zum Sommersemester 2002 war er Studiendekan und vom Wintersemester 2004/2005 bis zum Sommersemester 2006 Dekan der juristischen Fakultät. Seit dem 1. Oktober 2006 gehörte er dem Universitätsrat an. Einen Ruf an die Universität Hamburg lehnte er im Jahr 2004 ab. Am 18. Juli 2007 wurde Voßkuhle als Nachfolger von Wolfgang Jäger zum Rektor der Universität Freiburg gewählt. Er trat das Amt am 1. April 2008 an. Bis zum 1. April 2008 war Voßkuhle etliche Jahre Vertrauensdozent der Studienstiftung des deutschen Volkes. Im Akademischen Jahr 2006/2007 war er Fellow am Wissenschaftskolleg zu Berlin.
Voßkuhles Forschungsschwerpunkte sind Verfassungsrecht, Allgemeines Verwaltungsrecht, Umweltrecht, Öffentliches Wirtschaftsrecht sowie Staats- und Rechtstheorie. Er ist Mitherausgeber der Fachzeitschriften Der Staat, Juristische Schulung und Gewerbearchiv. Seine Veröffentlichungsliste umfasst mehr als 250 Beiträge. Als Mitbegründer der Neuen Verwaltungsrechtswissenschaft, als Autor zahlreicher Monographien und wissenschaftlicher Beiträge in mehreren Sprachen sowie Mitherausgeber umfangreicher Standardwerke zum Verwaltungsrecht und zum Verfassungsrecht gehört er zu den einflussreichsten deutschen Rechtswissenschaftlern seiner Generation.
Andreas Voßkuhle ist mit Eva Voßkuhle, Vorsitzende Richterin am Oberlandesgericht Karlsruhe, verheiratet.

## Richter und Präsident des Bundesverfassungsgerichts

### Wahl und Ernennung
Auf Vorschlag der SPD wurde Voßkuhle am 25. April 2008 im Bundesrat als Nachfolger von Winfried Hassemer als Richter in das Bundesverfassungsgericht gewählt. Damit war er nach Johannes Masing der zweite Professor der Albert-Ludwigs-Universität Freiburg innerhalb von zwei Monaten, der Richter des Bundesverfassungsgerichts wurde. Ursprünglich hatte die SPD den Würzburger Juristen Horst Dreier für dieses Amt vorgeschlagen, konnte sich nach Stellungnahmen auch liberaler und linker Medien aber nicht gegen den Widerstand aus der CDU  durchsetzen. Statt Dreier wurde daher Voßkuhle benannt. Zuvor waren auch Roland Rixecker, Joachim Wieland und Ursula Nelles für den Posten im Gespräch.
Am 7. Mai 2008 ernannte Bundespräsident Horst Köhler Voßkuhle zum Richter des Bundesverfassungsgerichts. Das Amt des Rektors der Universität Freiburg musste er hiernach aufgeben. Voßkuhle wurde zugleich Vorsitzender des 2. Senats und damit Vizepräsident des Gerichts – der jüngste Senatsvorsitzende in dessen Geschichte.

### Präsident des Bundesverfassungsgerichts
Am 5. März 2010 wurde Voßkuhle vom Wahlausschuss des Deutschen Bundestages zum Präsidenten des Bundesverfassungsgerichts gewählt. Er trat dieses Amt nach dem Ausscheiden von Hans-Jürgen Papier am 16. März 2010 im Alter von 46 Jahren an und war damit bei seinem Amtsantritt der bislang jüngste Präsident des Verfassungsgerichtes.
Die Amtszeit Voßkuhles als Präsident des Bundesverfassungsgerichts endete mit Ablauf des 6. Mai 2020. Am 15. Mai 2020 wurde Stephan Harbarth vom Bundesrat zu seinem Nachfolger gewählt. Am 22. Juni 2020 wurde Voßkuhle vom Bundespräsidenten die Entlassungsurkunde ausgehändigt.

### Aspekte einer Tätigkeitsbilanz
Während seiner Amtszeit als Vorsitzender entschied der Zweite Senat zahlreiche grundlegende Verfahren. Dazu zählen u. a. das Lissabon-Urteil, das Urteil zur Sicherungsverwahrung und jenes zum Europäischen Stabilitätsmechanismus. Als Berichterstatter war Voßkuhle im Zweiten Senat u. a. zuständig für das Parlamentsrecht, das Öffentliche Dienstrecht, das Strafvollstreckungsrecht und das Petitionsrecht. Er brachte insgesamt 38 Senatsverfahren zum Abschluss, davon 9 Urteilsverfahren (Verfahren mit mündlicher Verhandlung), und verfasste zwei Sondervoten.
Kurz vor Ablauf seiner Dienstzeit ließ sich Voßkuhle im Mai 2020 von der Zeit zu seinen Eindrücken und Erfahrungen im Amt befragen. Die jüngst in der Entscheidung des Bundesverfassungsgerichts vom 5. Mai 2020 geäußerte Kritik am Europäischen Gerichtshof (EuGH) in Bezug auf den Umgang mit dem Staatsanleihenkaufprogramm (PSPP) der EZB will Voßkuhle nicht als ein generelles Hinwegsetzen über Entscheidungen des EuGH verstanden wissen. Man sehe als Verfassungsrichter, „dass unser Urteil viele bedrückt“, sei aber Gesetz und Recht verpflichtet. Auch viele andere Verfassungsgerichte der Mitgliedsstaaten seien legitimiert und verpflichtet, im Falle der Anrufung bei „besonders gravierenden Kompetenzverletzungen der europäischen Institutionen“ einzuschreiten. „Wir sind der festen Überzeugung, dass diese Entscheidung für Europa eine gute Entscheidung ist, weil sie die Bindung an das Recht stärkt. Das wird sich mittel- und langfristig zeigen.“
Die politische Diskurskultur sieht Voßkuhle seit Beginn seiner Amtszeit 2008 durch den Einfluss der sozialen Medien problematisch verändert. Zwar sei man in Karlsruhe nicht in gleicher Weise exponiert wie die Berliner Politik; doch auch Verfassungsrichterinnen und -richter müssten nicht nur Häme und Kritik im Netz ertragen, sondern würden auch ernsthaft persönlich bedroht. Zwar täten sich deutsche Juristen aus historischen Gründen schwer damit, „anderen das Sagen und Sprechen zu verbieten“; doch stehe unterdessen auch vielen unter ihnen die Dringlichkeit des Problems vor Augen. Voßkuhle sieht digitale Plattformen wie Facebook, Twitter und andere gefordert, diesbezüglich mehr Verantwortung zu übernehmen. „Man muss nur aufpassen, dass sie dann nicht zu denjenigen werden, die Meinungen bewerten und manipulieren können.“ Er setze Hoffnung in die Kräfte der freien Gesellschaft, solche Großkonzerne unter Kontrolle zu bekommen. Die Corona-Krise, in der der Staat – mit dem Vertrauen der Menschen – seine Handlungsfähigkeit bewiesen habe, sei in dieser Hinsicht „eine Chance, neues Selbstbewusstsein zu tanken.“
Danach gefragt, wie er sich die weltweit und auch hierzulande angewachsene Skepsis gegenüber der liberalen Demokratie erkläre und den Aufstieg des Populismus während seiner Amtszeit als Verfassungsrichter, äußert Voßkuhle den Eindruck, dass die liberale Elite die „normalen“ Menschen etwas aus dem Blick verloren habe. Viele der gesellschaftlichen Mitte Zugehörige sähen sich mit ihren Problemen alleingelassen und in ihren Interessen nicht genügend berücksichtigt. Hinzu kämen neue Ängste im Zusammenhang mit Globalisierung und digitaler Revolution.
Verglichen etwa mit der aktuellen Stellung des polnischen Verfassungsgerichts sieht Voßkuhle das Bundesverfassungsgericht schon wegen seines hohen Ansehens in der Bevölkerung nicht in seiner Autorität bedroht. Allerdings brauche es mindestens eine Generation, um eine solche Vertrauensstellung aufzubauen, und wiederum wahrscheinlich nur wenige Monate, um sie zu zerstören; denn diese Stellung beruhe hauptsächlich auf der Kraft der Argumente. „Deshalb ist es so wichtig, dass sich Verfassungsgerichte an das Recht halten, nicht an den Zeitgeist.“ Von seiner eher konservativen und medienscheuen Juristen-Zunft fordert Voßkuhle mehr Bereitschaft zu offener Kommunikation, etwa bei der Begründung von Urteilen. „Wir wollen heute von unserem Arzt erklärt bekommen, welche Krankheit wir haben und welche Gründe für welche Therapie sprechen, und wir wollen auch vom Richter wissen, warum er eine Entscheidung so und nicht anders getroffen hat.“
In seine Zeit als Präsident fiel auch die Ertüchtigung der Kammhuber-Kaserne als Ersatzquartier für das Bundesverfassungsgericht (2011–2014) während der Generalsanierung des von Paul Baumgarten entworfenen Hauptgebäudes am Schlossplatz. Die Sanierung kostete rund 55 Millionen Euro und erfolgte auf den Tag zeitgerecht.

## Ablehnung der Kandidatur als Bundespräsident
Nach Medienberichten war Andreas Voßkuhle unmittelbar nach dem Rücktritt von Christian Wulff am 17. Februar 2012 als Kandidat für das Amt des Bundespräsidenten, das höchste deutsche Staatsamt, im Gespräch. Voßkuhle lehnte nach einer kurzen Bedenkzeit am 18. Februar 2012 eine Kandidatur ab.
2016 war Voßkuhle erneut im Gespräch als Bundespräsident. Als Nachfolger von Joachim Gauck wollten CDU, CSU und SPD einen gemeinsamen Kandidaten vorschlagen. Voßkuhle wurde als erster möglicher Bewerber angesprochen, lehnte aber wie 2012 ab.

## Folgende Tätigkeiten
Voßkuhle kehrte 2020 in Vollzeit in den Lehrbetrieb der Universität Freiburg zurück. Seit November 2020 ist er Vorsitzender des Vereins Gegen Vergessen – Für Demokratie. Im Juli 2021 wurde er in das Präsidium der Deutschen Forschungsgemeinschaft (DFG) gewählt, gab jedoch sein Amt als Vizepräsident im Oktober 2021 zurück, um sich neu hinzugekommenen Tätigkeiten im Universitätsrat der Universität Freiburg zu widmen. Seit 2024 engagiert sich Voßkuhle in der überparteilichen Initiative für einen handlungsfähigen Staat, die Reformvorschläge für einen Effizienzgewinn und Bürokratieabbau im deutschen Staat erarbeitet.

## Engagement in Wissenschaftsorganisationen
- Ordentliches Mitglied der Berlin-Brandenburgischen Akademie der Wissenschaften (seit 2007)
- Mitglied des Stiftungsrats der Hohbühl-Stiftung (seit 2006)
- Mitglied des Senats der Max-Planck-Gesellschaft (seit 2012)
- Mitglied und Vorsitzender des Wissenschaftlichen Beirats der Fritz Thyssen Stiftung (seit 2015/2022)
- Ordentliches Mitglied der Nationalen Akademie der Wissenschaften – Leopoldina (seit 2018)
- Mitglied der Forschungsstrategiekommission der Albert-Ludwigs-Universität Freiburg (seit 2019)
- Stellvertretender Vorsitzender des Universitätsrates der Albert-Ludwigs-Universität Freiburg (seit 2021)

## Sonstige Funktionen
- Mitglied des Comité 255 (2014–2022)
- Vorsitzender von „Gegen Vergessen – Für Demokratie e. V.“ (seit 2020)
- Mitglied des Karenzzeitgremiums gem. § 6c BMinG (seit 2022)
- Präsident des Senats der Deutschen Nationalstiftung (seit 2022)
- Mitglied des Beirats der Mercator Stiftung (seit 2022)

## Schüler
Bei Andreas Voßkuhle habilitierten sich:
- Anna-Bettina Kaiser, Professorin an der Humboldt-Universität zu Berlin
- Ann-Katrin Kaufhold, Professorin an der Ludwig-Maximilians-Universität München
- Franz Reimer, Professor an der Justus-Liebig-Universität Gießen
- Thomas Wischmeyer, Professor an der Universität Bielefeld[33]

## Auszeichnungen (Auswahl)
- 2014: Cicero-Rednerpreis
- 2017: Großes Goldenes Ehrenzeichen am Bande für Verdienste um die Republik Österreich
- 2017: Ehrendoktor der Aristoteles-Universität Thessaloniki
- 2019: Ehrendoktor der Leuphana Universität Lüneburg
- 2019: Otto Kirchheimer-Preis[34]
- 2020: Großkreuz des Verdienstordens der Bundesrepublik Deutschland[35]
- 2021: Ehrendoktor der Eötvös-Loránd-Universität[36]
- 2024: Markgräfler Gutedelpreis[37]

## Veröffentlichungen (Auswahl)

### Monographien
- Rechtsschutz gegen den Richter. Zur Integration der Dritten Gewalt in das verfassungsrechtliche Kontrollsystem vor dem Hintergrund des Art. 19 Abs. 4 GG, C. H. Beck, München 1993, ISBN 978-3-406-37206-3 (Zugl.: München, Univ., Diss., 1992).
- Das Kompensationsprinzip. Grundlagen einer prospektiven Ausgleichsordnung für die Folgen privater Freiheitsbetätigung – Zur Flexibilisierung des Verwaltungsrechts am Beispiel des Umwelt und Planungsrechts, Jus Publicum Bd. 41, Mohr Siebeck, Tübingen 1999, ISBN 978-3-16-147177-3 (Teilw. zugl.: Augsburg, Univ., Habil.-Schr., 1998).
- Rechtsfragen der Sportwette, Schriften zum Öffentlichen Recht, Bd. 872, Duncker & Humblot. Berlin 2001, ISBN 978-3-428-10594-6. (zusammen mit Christian Bumke).
- Umweltrecht, 5. Aufl., C.F. Müller Verlag, Heidelberg 2003, ISBN 978-3-8114-3201-7. (zusammen mit Reinhard Sparwasser und Rüdiger Engel).
- Casebook Verfassungsrecht, 8. Aufl., Mohr Siebeck, Tübingen 2020, ISBN 978-3-16-159544-8. (zusammen mit Christian Bumke).
- Freiheit und Demokratie durch Recht, Herrenhauser Lectures, Hannover 2013, pdf.
- Die Verfassung der Mitte, München 2016, ISBN 978-3-938593-26-4. (zusammen mit Thomas Wischmeyer).
- Die Idee der Europäischen Wertegemeinschaft, Thyssen Lectures, Köln 2018, ISBN 978-3-926397-34-8.
- German Constitutional Law, Introduction, Cases, and Principles. Oxford University Press, Oxford 2019, ISBN 978-0-19-880809-1. (zusammen mit Christian Bumke).
- Defesa do Estado Constitucional Democrático em tempos de populismo, Sāo Paulo 2020, ISBN 978-65-5559-223-8.
- Europa, Demokratie, Verfassungsgerichte, suhrkamp, Berlin 2021, ISBN 978-3-518-29958-6.

### Herausgeberschaften
- Grundkurs Umweltrecht. Einführung für Naturwissenschaftler und Ökonomen, Spektrum, Heidelberg/Berlin/Oxford 1995, ISBN 978-3-8274-0223-3. (herausgegeben zusammen mit Wolfgang Kahl).
- Umwelt, Wirtschaft und Recht. Wissenschaftliches Symposium aus Anlass des 65. Geburtstages von Reiner Schmidt, Mohr Siebeck, Tübingen 2002, ISBN 978-3-16-147834-5. (herausgegeben zusammen mit Hartmut Bauer, Detlef Czybulka und Wolfgang Kahl).
- Entbürokratisierung und Regulierung. Jahrestagung der Deutschen Sektion des Internationalen Instituts für Verwaltungswissenschaften vom 18. bis 19. November 2004 in Bonn, Nomos, Baden-Baden 2006, ISBN 978-3-8329-1761-6.
- Wirtschaft im offenen Verfassungsstaat. Festschrift für Reiner Schmidt zum 70. Geburtstag, C. H. Beck, München 2006, ISBN 978-3-406-55365-3. (herausgegeben zusammen mit Hartmut Bauer, Detlef Czybulka und Wolfgang Kahl).
- Internationales Verwaltungsrecht, Mohr Siebeck, Tübingen 2007, ISBN 978-3-16-151155-4. (herausgegeben zusammen mit Christoph Möllers und Christian Walter).
- Governance von und durch Wissen, Nomos, Baden-Baden 2008, ISBN 978-3-8329-3541-2. (herausgegeben zusammen mit Gunnar Folke Schuppert).
- Grundlagen des Verwaltungsrechts, C. H. Beck, (herausgegeben zusammen mit Wolfgang Hoffmann-Riem und Eberhard Schmidt-Aßmann).
  - Bd. I, München 2. Aufl. 2012, ISBN 978-3-406-61079-0.
  - Bd. II, München 2. Aufl. 2012, ISBN 978-3-406-62082-9.
  - Bd. III, München 2. Aufl. 2013, ISBN 978-3-406-62083-6.
- Krakauer-Augsburger Rechtsstudien – Öffentliches Wirtschaftsrecht im Zeitalter der Globalisierung (herausgegeben zusammen mit Hartmut Bauer, Detlef Czybulka, Wolfgang Kahl und Jerzy Stelmach), Warschau 2012.
- Verabschiedung und Wiederentdeckung des Staates im Spannungsfeld der Disziplinen, Duncker & Humblot, Berlin 2013, ISBN 978-3-428-13944-6. (herausgegeben zusammen mit Christian Bumke und Florian Meinel).
- Festschrift für Klaus Tolksdorf zum 65. Geburtstag, Carl Heymanns Verlag, Köln 2014, ISBN 978-3-452-28019-0. (herausgegeben zusammen mit Friedrich Dencker und Gregor Galke).
- Grundlagen des Verwaltungsrechts, 2 Bände, C. H. Beck, München, 3. Aufl. 2021, ISBN 978-3-406-75448-7. (herausgegeben zusammen mit Martin Eifert und Christoph Möllers).
- Kommentar zum Grundgesetz, C. H. Beck, München, 8. Aufl. 2023, 3 Bände, ISBN 978-3-406-79230-4. (herausgegeben zusammen mit Peter Huber).